# Ajbek Usupow
Ajbek Usupow (ur. 16 września 1988) – kirgiski zapaśnik w stylu wolnym. Dwukrotny uczestnik mistrzostw świata. Zajął 29. miejsce w 2009. Dziewiąte miejsce na igrzyskach azjatyckich w 2010. Zdobył srebrny medal w mistrzostwach Azji w 2013 i brązowy w 2011. Trzeci w Pucharze Świata w 2011 roku.